# 藤田ゆうみん
藤田 ゆうみん（ふじた ゆうみん、1984年10月22日 - ）は、秋田県能代市出身のラジオパーソナリティ。

## 人物
日本女子大学文学部英文学科卒業。大学卒業後、転職コンサルタントを経て、サンディ所属のラジオパーソナリティ・イベントMCとなる。歌手としても活動しており、兄と共にユニットを組んでライブ活動したこともある。
なお、本名の『友明』（ゆうみん）という名前は、父親が松任谷由実のファンであったことから名付けられたものである。
2012年6月1日、レギュラー番組『OH! HAPPY MORNING』及び自身のブログで3歳下の男性と入籍したことを明かした。
結婚後は地元・秋田で活動。

## 担当番組

### ラジオ
- OH! HAPPY MORNING 木曜・金曜担当（JFN）
- We Love Tokyo@Station レポーター（エフエム秋田）
- Yokohama Social Cafe （FMヨコハマ）
- 小川もこの8時の出会いは蜜の味 レポーター（Date fm 2008年4月 - 2011年6月）
- Smooth Café 月曜担当（エフエム秋田 2013年4月 - 2014年3月）
- タマリバ（秋田放送ラジオ 2013年4月 - 2019年3月）
- 夢音～dream meets music～（横手かまくらエフエム）
- ゆうみんのポジティ部スマイル！（横手かまくらエフエム）
- ブンブン！ 木曜担当（エフエム秋田 2014年7月 - 2015年3月）
- mix 水曜担当（エフエム秋田 2015年4月 - ）
- ココロの栞（エフエム秋田 2021年9月6日 - 2024年8月）

### テレビ
- し～なチャン 水曜コメンテーター（秋田ケーブルテレビ）

### インターネット
- アートマネジメント動画ブログ ヒトミテ

## ディスコグラフィ
CD
- シフティン ～ ビー・ユアセルフ ～ - ヤング・ガンa.k.a. VEE feat. Yumin Akita（2010年9月2日 Pヴァイン・レコード）
- この街～キミと見た景色～ - 藤田ゆうみん with EOS（2012年8月22日 EOS MUSIC)